# Emma Watson

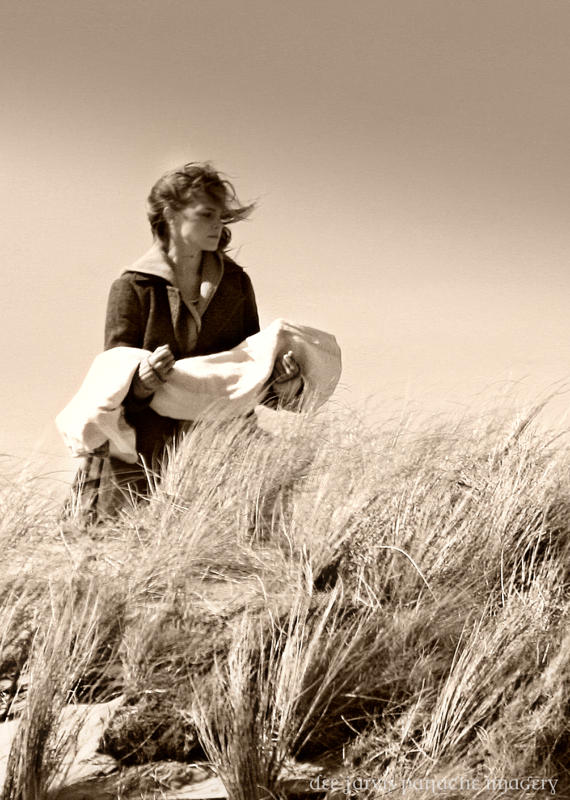
Emma Watson som Hermione Granger i Harry Potter och dödsrelikerna.

Emma Charlotte Duerre Watson, född 15 april 1990 i Paris i Frankrike, är en brittisk skådespelare, modell och aktivist.
Watson blev känd redan som barn när hon fick rollen som Hermione Granger i Harry Potter-filmerna. Hon spelade sedan rollen i samtliga åtta filmer.

## Biografi
Emma Watson föddes i Paris med föräldrarna Jacqueline Luesby och Chris Watson. När hon var fem år flyttade hennes familj tillbaka till Storbritannien, till Oxfordshire väster om London. Emma Watson har en tre år yngre bror Alex. Redan långt innan Watson fick rollen som "Hermione Granger" i Harry Potter-filmerna, visade hon sig intresserad av skådespeleri och teater. Watson provspelade för rollen som "Hermione Granger" i Harry Potter-filmerna när hon var nio år och fick rollen. Hon medverkade sedan som "Hermione" i alla filmer i Harry Potter-filmserien.
Förutom stora roller i ett flertal internationella filmer, som "Lucy" i My Week with Marilyn (2011), "Sam" i The Perks of Being a Wallflower (2012) och "Mae Holland" i The Circle (2017), spelade hon 2017 även huvudrollen "Belle" i musikalfilmen Skönheten och odjuret. Utöver rollen som "Meg March" i filmen Unga Kvinnor 2019 har hon i samband med coronapandemin och andra samhällsengagemang valt att pausa sin skådespelarkarriär tills vidare.
År 2009 debuterade Emma Watson som modell då hon blev det brittiska modemärket Burberrys ansikte utåt. Hon har även modellat för många andra agenturer, till exempel Vogue.  
Asteroiden 341590 Emmawatson är uppkallad efter henne.

### Utbildning
Emma Watson gick på Dragon School i Oxford fram till 2003. Redan vid tidig ålder ville hon bli skådespelerska och gick på den professionella scenskolan Stagecoach Theatre Arts, där hon fick lära sig skådespeleri, musik och dans. Vid 10 års ålder hade Watson deltagit och uppträtt i flera Stagecoach-produktioner och i skolpjäserna The Happy Prince och Arthur: The Young Years, och hade vid sju års ålder tilldelats priset "The Daisy Pratt Poetry Award" av teaterskolan.
Under tiden hos Stagecoach gick Watson på audition för filmen Harry Potter och de vises sten, där hon nio år gammal  fick en av huvudrollerna som karaktären Hermione Granger, vilket blev hennes debut som filmskådespelerska. Medan filmerna spelades in gick Watson på Headington School i Oxford, där hon fick handledning upp till fem timmar om dagen parallellt med filminspelningen.  
I juni 2006 tog hon GCSE-examen i tio ämnen där hon uppnådde åtta A*- och två A-betyg. I maj 2007 läste hon "A-levels" i geografi, konst, engelska och konsthistoria. 2008 avbröt Watson sina konsthistoriestudier för att fokusera på de tre resterande ämnena där hon slutade med ett A i betyg för samtliga ämnen.
Watson beslutade att ta ett sabbatsår före fortsatta universitetsstudier för att kunna spela in Harry Potter och dödsrelikerna del 1 och 2, men gick ut med att hon tagit beslutet att studera vid Brown University.
Efter 18 månader på universitet gick Watson i mars 2011 ut med att hon skulle skjuta upp sin utbildning för att ge tid för sitt skådespeleri, men närvarade vid Worcester College under läsåret 2011-12 som utbytesstudent. Den 25 maj 2014 utexaminerades Emma Watson från Brown University med en "Bachelor of Arts degree in English literature".
2023 började hon på ett masterprogram i kreativt skrivande på Oxfords universitet.

### Samhällsengagemang
Watson har i många år varit engagerad i humanitärt arbete med inriktning på kvinnorätt och jämställdhet. I juli 2014 utnämndes hon till goodwillambassadör för UN Women och 20 september väckte hon internationell uppmärksamhet, då hon i Förenta Nationernas högkvarter i New York höll ett tal om dessa frågor i samband med introducerandet av organisationens globala kampanj #HeForShe för att uppmana män att stödja kampen för jämställdhet världen över. 17 september 2014 gjorde Watson sin första resa till Uruguay som "UN Women's Goodwill"-ambassadör. Där hon lyfte behovet av kvinnors politiska engagemang och deltagande på olika nivåer. För sitt arbete som ambassadör tilldelades Watson samma år priset "The Feminist Celebrity of 2014" av Ms.Foundation for Women.
I januari 2015 höll Watson ett tal om jämställdhet på World Economic Forums årliga vintermöte, där hon berättade om nästa fas för #HeForShe, vid namn "Impact 10x10x10", en fas där målet var att engagera företag, universitet och regeringar för att få dem till att införa konkreta åtaganden för jämställdhet.
På Internationella kvinnodagen den 8 mars 2015 var hon också huvudpersonen i en diskussion om sitt engagemang och jämlikhetsfrågorna direktsänt via Facebook (bevarad på Youtube). I början av 2016 startade hon en feministiskt inriktad bokklubb, "Our Shared Shelf", på Goodreads webbplats, där alla intresserade kan läsa och diskutera kring de månatliga gemensamma bokvalen. Hon ledde denna läsecirkel aktivt fram till början av 2020.

## Karriär

### 1999–2009: Harry Potter-serien
1999 började skådespelarurvalet för filmen Harry Potter och de vises sten, baserat på den brittiska författaren J.K. Rowlings verk av samma namn. Emma Watson rekommenderades att provspela för filmen av sin dåvarande teaterlärare. Efter åtta auditions meddelade producenten David Heyman att Watson fått en av huvudrollerna som Hermione Granger. J.K. Rowling uppgav att Emma Watson kändes perfekt för rollen redan efter deras första telefonsamtal. Filmen hade premiär 16 november 2001 (23 november i Sverige) och var Watsons debut som filmskådespelare. Filmen slog rekord på premiärdagen och blev den mest inkomstbringande filmen 2001. Watson blev hyllad av kritiker för sin prestation, där bland annat The Daily Telegraph beskrev henne som "beundransvärd". För sin roll i filmen nominerades Watson till diverse priser och vann en Young Artist Award för bästa unga skådespelerska i en huvudroll.
2002 fortsatte Watson spela rollen som Hermione Granger i andra filmen i Harry potter-serien Harry Potter och Hemligheternas kammare. Watson vann ett Otto Award från den tyska tidningen Bravo för sin prestation i filmen.
2004 lanserades den tredje filmen Harry Potter och fången från Azkaban. 2005 släpptes Harry Potter och den flammande bägaren som slog rekord för en filmpremiär i Storbritannien. Kritiker berömde Watson och hennes medspelare för deras mognad.

## Filmografi
| År   | Titel                                               | Roll                    | Noteringar |
| ---- | --------------------------------------------------- | ----------------------- | --- |
| 2001 | Harry Potter och de vises sten                      | Hermione Granger        | Young Artist Awards för Best Performance in a Feature Film – Leading Young Actress |
| 2002 | Harry Potter och Hemligheternas kammare             | Hermione Granger        | Phoenix Film Critics Society Awards för Best Performance by a Youth in a Leading or Supporting Role - Female |
| 2004 | Harry Potter och fången från Azkaban                | Hermione Granger        | |
| 2005 | Harry Potter och den flammande bägaren              | Hermione Granger        | |
| 2007 | Harry Potter och Fenixorden                         | Hermione Granger        | National Movie Awards för Best Performance by a Female |
| 2007 | Ballet Shoes                                        | Pauline Fossil          | TV-film |
| 2008 | Sagan om Despereaux                                 | Prinsessan Pea          | Röstroll |
| 2009 | Harry Potter och Halvblodsprinsen                   | Hermione Granger        | |
| 2010 | Harry Potter och dödsrelikerna – Del 1              | Hermione Granger        | Teen Choice Awards för Choice Movie: Actress Sci-Fi/Fantasy Teen Choice Awards för Choice Movie: Liplock (tillsammans med Daniel Radcliffe) |
| 2011 | Harry Potter och dödsrelikerna – Del 2              | Hermione Granger        | Teen Choice Awards för Choice Summer Movie: Female People's Choice Awards för Favorite Ensemble Movie Cast MTV Movie Awards för Best Cast (tillsammans med Daniel Radcliffe, Rupert Grint och Tom Felton)                                                                     |
| 2011 | My Week with Marilyn                                | Lucy                    | Capri, Hollywood International Film Festival för Best Ensemble Cast Award |
| 2012 | The Perks of Being a Wallflower                     | Sam                     | San Diego Film Critics Society Awards för Best Supporting Actress San Diego Film Critics Society Awards för Best Ensemble Performance People's Choice Awards för Favorite Drama Movie Actress MTV Movie Awards för MTV Trailblazer Award Teen Choice Awards för Actress Drama |
| 2013 | The Bling Ring                                      | Nickey                  | |
| 2013 | This Is the End                                     | Sig själv               | |
| 2014 | Noah                                                | Ila                     | |
| 2015 | Ett herrans liv                                     | Prästen Iris            | Gästroll i TV-serie |
| 2015 | Colonia                                             | Lena                    | |
| 2015 | Regression                                          | Angela Gray             | |
| 2017 | Skönheten och odjuret                               | Belle                   | |
| 2017 | The Circle                                          | Mae Holland             | |
| 2019 | Unga kvinnor                                        | Meg March               | |
| 2022 | Harry Potter 20-årsjubileum: Tillbaka till Hogwarts | Sig själv               | Dokumentär |
| 2022 | Prada Paradoxe                                      | Multi-Dimensional Woman | Kortfilm; även regi |